# Маккей, Кевин (музыкант)
Ке́вин Макке́й (скотс Kevin McKeay; род. 24 мая в  Глазго, Шотландия) — шотландский диджей и музыкант, владелец лейбла Glasgow Underground Recordings.

## Биография
Маккей учился в Университете Старатклайда с 1989 по 1995 гг. Прошло около трёх лет, Маккей получил от компании The Princes’s Trust 2000 фунтов стерлингов, для того чтобы оплатить записанную на лейбле Muzique Tropique музыку. В 1997году Маккей основал лейбл Glasgow Underground Recordings. На нём кроме самого Маккея записывали свои песни другие исполнители. В 2002 году Маккей встретился с музыкантом Майлсом Макиннесом, более известным под сценическим псевдонимом Mylo, с которым основал лейбл Breastfed Recordings. В 2003 Маккей под псевдонимом Брайан Уорнер записал кавер-версию песни «Stand Back» Стиви Никс 1983. Песня достигла 31-й позиции в британском чарте 2003 года. В 2004 году Маккей использует новый псевдоним Кевин Кеннеди, для выпуска альбома Mylo «Destory rock and roll». В 2008 Маккей подписал контракт для сотрудничества с Grum. В 2011 он стал чаще записывать свои и песни других музыкантов на лейбле Glasgow Underground Recordings, начиная с 2004 лейбл был маловостребован.
В 2014 Маккей выпустил на лейбле OFF Recordings сингл «Goin’ Freak», запись песни происходила в Берлине. Сингл звучал на радио BBC Radio, достиг 4-го места в чарте DMC Buzz.